# Gli animali fantastici: dove trovarli
Gli animali fantastici: dove trovarli (titolo originale: Fantastic Beasts and Where to Find Them) è uno pseudobiblium fantasy scritto da J. K. Rowling. La sua prima pubblicazione risale al 2001, ma nel 2017 è stata pubblicata una versione aggiornata. L'autrice ha scritto questo libro a scopi benefici e, difatti, l'80% del ricavato viene devoluto ai bambini di tutto il mondo tramite l'associazione benefica Comic Relief.
Il romanzo si pone come la copia di uno dei libri di testo richiesti fin dal primo anno ad Hogwarts, intitolato appunto Gli animali fantastici: dove trovarli, scritto nel 1918 dal famoso magizoologo Newt Scamandro e pubblicato poi nel 1927.
Oltre a contenere la storia della Magizoologia, Scamandro descrive settantacinque specie di creature magiche. Molte delle informazioni sono state raccolte proprio da lui attraverso i tanti anni di viaggi. Nell'introduzione vi si legge, inoltre, una prefazione scritta da Albus Silente.
Trattandosi di una copia di proprietà di Harry, diverse note personali accompagnano le righe di Scamandro assieme a quelle di Ron e di Hermione. Sulla base di quanto scritto si deduce che si trovano al quarto anno.
Il libro ha ispirato una serie cinematografica, intitolata Animali fantastici, scritta dalla stessa Rowling e prodotta da Warner Bros. dal 2016.

## Autore
Newton "Newt" Artemis Fido Scamandro è l'immaginario autore di questo libro. Nato nel 1897, fu incoraggiato nello studio della magizoologia dalla madre, un'entusiasta allevatrice di ippogrifi di razza scelta.
Newt fu espulso da Hogwarts al suo sesto anno, nel 1913, per aver custodito illegalmente una creatura che aveva messo in pericolo la vita di uno studente. In realtà, il futuro magizoologo si era assunto la colpa dell'accaduto per salvare la reputazione dell'amica di cui era segretamente innamorato, Leta Lestrange (l'identità di lei è stata svelata in seguito da J. K. Rowling). Quindi iniziò a lavorare al Ministero della Magia nell'ufficio Regolazione e Controllo delle Creature Magiche. La sua carriera al Ministero include anche due anni, descritti dallo stesso autore come "sommamente tediosi", nell'ufficio per il Reinserimento degli Elfi Domestici e quindi un impiego alla Sezione Animali dove, grazie alla sua profonda conoscenza dell'argomento, si assicurò una rapida e brillante carriera.
Il lavoro di Newt Scamandro presso l'"Ufficio Ricerca e Regolamentazione Draghi" gli consentì di compiere numerose ricerche e viaggi che furono l'humus da cui nacque il suo libro più conosciuto "Gli animali fantastici: dove trovarli".
Il suo grande contributo allo sviluppo della magizoologia gli guadagnò l'Ordine di Merlino, Seconda Classe, del quale fu insignito nel 1979. Adesso in pensione vive nel Dorset con sua moglie Porpentina e i loro tre Kneazle: Hoppy, Milly e Maglio. Ha anche un nipote che si chiama Rolf, e che sposerà Luna Lovegood, da cui avrà due figli: Lorcan e Lysander.

## Contenuti
Il volume comprende, in sintesi:
- "Breve storia della consapevolezza Babbana della Magizoologia", cita alcuni esempi di come e quando sia stata modificata la mente dei babbani in occasioni di fughe di animali. Nel medioevo era comune per i babbani incontrare creature magiche, e fu solo nel 1692 che la comunità magica stilò una lista di 27 specie, di grandi dimensioni, che dovevano essere nascoste alla vista della comunità non magica. Nel 1750 fu inserita, al riguardo, una clausola nello Statuto di Segretezza magica. La Clausola 73 è spesso inosservata, il caso più clamoroso fu quello del Drago Verde Gallese sulla spiaggia di Ilfracombe.
- Definizione di Animale, con un excursus interessante su tutti i tentativi di definire una lista di animali magici, miseramente falliti. Ad esempio i centauri, per loro stessa richiesta, sono stati inseriti nella categoria animali. Si pensa che covino ancora rancore per la prima classificazione, in cui tutti i bipedi erano considerati esseri e gli altri animali.
- Un esempio degli Animali magici alla macchia: tra contrabbando e incroci illegali l'Ufficio Malinformazioni è sempre occupato. Caso eclatante il Kelpie di Loch Ness.

## Classificazione del ministero della magia
L’Ufficio Regolazione e Controllo delle Creature Magiche ha creato una classificazione per tutti i tipi di animali magici in modo che sia subito identificabile il loro grado di pericolosità.
- XXXXX - Noto ammazzamaghi
- XXXX - Pericoloso, serve un mago esperto
- XXX - Un mago capace dovrebbe cavarsela
- XX - Innocuo
- X - Noioso

## Commenti e note scritte
Come detto in precedenza, il libro pubblicato da Comic Relief si pone come una copia appartenuta a Harry Potter. I ragazzi si sono limitati a scriverci vari commenti o nozioni aggiunte, memori delle recenti esperienze vissute nei primi quattro anni scolastici a contatto con le creature magiche. Tra queste vi sono:
- Il nome di Dorsorugoso Norvegese è stato barrato e sostituito con Baby Norberto, un riferimento del primo libro al cucciolo di drago appartenuto a Hagrid per un breve periodo.
- Nella sezione sui Pixie (nella traduzione italiana noti come folletti della Cornovaglia), accanto alla classificazione XXX viene aggiunta la frase "o XXXXXXX se sei Allock". Si riferisce all'incidente coi suddetti folletti liberati da Gilderoy Allock durante una lezione di Difesa contro le Arti Oscure del secondo libro.
- Riferimenti sull'aracnofobia di Ron e sull'episodio dei ragni del secondo libro. Alla domanda che fa da titolo del capitolo "Che cos'è una Bestia?", Ron rispose scrivendo "Una grande cosa pelosa con troppe zampe". Sul paragrafo dedicato all'Acromantula, alla frase "Voci non confermate sostengono che una colonia di Acromantula si sia stabilita in Scozia", vi è una nota: "Confermata da Harry Potter e Ron Weasley". Sempre sulla stessa sezione, Ron ha aggiunto non meno di 9 X alla classificazione del ministero della magia.
- Conferma sull'avvistamento dei basilischi su suolo britannico, smentendo la frase sulla sezione a loro dedicata riguardo alla loro mancata e presunta presenza in 400 anni di storia magica. Evidente riferimento al basilisco posto nella Camera dei Segreti da Salazar Serpeverde secoli fa.
- Riferimenti sulla passione per le creature mostruose dell'amico Hagrid e sulle azioni illegali o alternative prese da questi nei loro confronti. Sulla classificazione delle creature di tipo "XXXXX" i ragazzi hanno aggiunto "o qualcosa che piace a Hagrid". Alla sezione dedicata agli allevamenti di sperimentazione illegale vi è un evidente accenno all'allevamento degli Schiopodi Sparacoda del guardiacaccia nel quarto libro, e un altro commento riguarderà la sezione dedicata all'Ippogrifo, creatura che va addomesticata solo dagli esperti. Hagrid trasgredì questa regola davanti a degli studenti del terzo anno.
- Nota offensiva su Severus Piton riguardo all'origine dei Kappa (in una lezione di Difesa contro le Arti Oscure il professore di pozioni, in quel momento supplente, asserì che la creatura fosse di origine mongolica, quando in realtà è giapponese, ma probabilmente lo disse solo per dispetto).
- Alla sezione dedicata ai lupi mannari, vi è stata aggiunta una nota: "Non tutti sono cattivi", in riferimento al professor Remus Lupin.
- Un riferimento sull'oro dei Lepricani, che scherzosamente svanisce dopo poche ore. Ron vi scrisse che non era il suo caso, riferendosi alle manciate di monete dorate avute da quelle creature durante la finale di Coppa del Mondo di Quidditch e date a Harry per ripagare dei prestiti vari fatti in precedenza dall'amico. Ma come in seguito si saprà non sarà così.
- Note sulle creature affrontate al Torneo Tremaghi. Sotto la voce Ungaro Spinato della sezione dedicata ai draghi, Harry conferma la pericolosità di quella razza, mentre più in là nella sezione dei Maridi affermerà l'evidente bruttezza delle sirene, iconograficamente ed erroneamente note ai Babbani come belle.
- Riferimenti vari, come la menzognera brevità della storia della consapevolezza Babbana della Magizoologia, analogie offensive tra Gregory Goyle e i troll, commenti disgustati sulle Api Frizzole e sui pungiglioni di Billywig, una breve storia personale di Ron su un Puffskein domestico ucciso per sbaglio dal fratello Fred e un accenno sui Cannoni di Chudley, la squadra di Quidditch preferita di Ron.

## Adattamento cinematografico
Il 12 settembre 2013 la Warner Bros. ha annunciato una collaborazione con J. K. Rowling, dalla quale prenderà vita una nuova serie di film tratti da Gli animali fantastici: dove trovarli, che vedrà come protagonista Newt Scamandro, autore (immaginario) del libro, e sarà ambientato a New York negli anni venti, circa 70 anni prima dell'arrivo di Harry Potter a Hogwarts. La sceneggiatura sarà interamente curata da J. K. Rowling, che ha chiesto questo importante ruolo perché il film non si discosti troppo dai libri e dalla sua mente, come è spesso accaduto nelle trasposizioni cinematografiche. È del 14 maggio 2014, invece, la notizia da parte della Warner Bros. che l'uscita del primo capitolo dell'adattamento cinematografico nelle sale sarebbe avvenuta il 18 novembre 2016. Inizialmente era stato designato come regista del film Alfonso Cuarón, che già diresse Harry Potter e il prigioniero di Azkaban, ma in seguito il regista ha rifiutato l'incarico. Il 16 ottobre 201], sulla pagina ufficiale Facebook di J. K. Rowling, viene postato il seguente messaggio:
Nel giugno 2015 è stata confermata la presenza di Eddie Redmayne come protagonista della serie e di Katherine Waterston nel ruolo di sua moglie Tina. Le riprese sono incominciate il 17 agosto 2015 agli Studi Leavesden a Londra, per poi spostarsi il 20 ottobre a Liverpool.

## Edizioni in italiano
- Salani Editore (2002): ISBN 88-8451-150-X